# Castro dei Volsci
Castro dei Volsci (en italià central: Cascetre) és un comune (municipi) de la província de Frosinone, a la regió italiana del Laci, a uns 90 km al sud-est de Roma i a uns 14 km al sud-oest de Frosinone.
Castro dei Volsci limita amb els municipis d'Amaseno, Ceccano, Ceprano, Falvaterra, Lenola, Pastena, Pofi, Vallecorsa i Villa Santo Stefano.
A 1 de gener de 2019 tenia 4.702 habitants.